# Paragehyra petiti
Espèce
Statut de conservation UICN

 VU D2 : Vulnérable
Paragehyra petiti est une espèce de geckos de la famille des Gekkonidae.

## Répartition
Cette espèce est endémique du Sud de Madagascar.

## Étymologie
Cette espèce est nommée en l'honneur de Louis Petit (1856–1943).

## Publication originale
- Angel, 1929 : Description d’un Gecko nouveau, de Madagascar. Bulletin de la Société Zoologique de France, vol. 54, p. 489-491.